# Latvijas hokeja līga 2011/2012
Sezóna 2011/2012 byla 21. sezónou Lotyšské ligy. Mistrem se stal tým Liepājas Metalurgs-2.

## Základní část
| Vysvětlivky                                   |
| --------------------------------------------- |
| Týmy postupující přímo do semifinále play off |
| Týmy postupující do předkola play off         |

| Poř. | Tým                    | Z  | V  | VP | PP | P  | Skóre   | B  |
| ---- | ---------------------- | -- | -- | -- | -- | -- | ------- | -- |
| 1.   | HK Ozolnieki/Monarhs   | 36 | 29 | 1  | 2  | 4  | 190:95  | 91 |
| 2.   | HK SMS Credit          | 36 | 23 | 5  | 0  | 8  | 210:120 | 79 |
| 3.   | Liepājas Metalurgs-2   | 36 | 22 | 3  | 3  | 8  | 178:89  | 75 |
| 4.   | HK Juniors             | 36 | 20 | 1  | 3  | 12 | 170:111 | 65 |
| 5.   | Zemgale/JLSS           | 36 | 20 | 2  | 0  | 14 | 173:158 | 64 |
| 6.   | SC Energija Elektrenai | 36 | 12 | 2  | 6  | 16 | 138:143 | 46 |
| 7.   | SK Rīga 95             | 36 | 13 | 2  | 2  | 19 | 113:147 | 45 |
| 8.   | HS Rīga/Prizma         | 36 | 12 | 2  | 3  | 19 | 115:143 | 43 |
| 9.   | DHK Latgale            | 36 | 9  | 1  | 0  | 26 | 110:176 | 29 |
| 10.  | HS Rīga/LSPA           | 36 | 0  | 1  | 1  | 34 | 91:306  | 3  |

- Tým SC Energija Elektrenai se nemohl účastnit lotyšského play off.

## Play off

### Předkolo
- Liepājas Metalurgs-2 - SK Rīga 95 3:0 na zápasy (10:0, 8:1, 5:4)
- HK Juniors - Zemgale/JLSS 3:0 na zápasy (6:2, 3:1, 3:2 SN)

### Semifinále
- HK Ozolnieki/Monarhs - HK Juniors 4:0 na zápasy (5:2, 3:1, 5:3, 5:3)
- HK SMS Credit - Liepājas Metalurgs-2 2:4 na zápasy (3:4, 4:3 SN, 1:0, 2:4, 0:2, 3:5)

### Finále
- HK Ozolnieki/Monarhs - Liepājas Metalurgs-2 1:4 na zápasy (1:6, 3:4, 2:1, 2:4, 2:8)